# Metehi
Metehi (gruzijsko: მეტეხი Metekhi) je zgodovinska soseska Tbilisija v Gruziji na dvignjeni pečini, ki gleda na reko Kura / Mtkvari. V soseski domuje istoimenska cerkev Marijinega vnebovzetja.

## Zgodovina
Okrožje je bilo eno najzgodnejše naseljenih območij na mestnem ozemlju. Po tradicionalnih zapisih je kralj Vahtang I. Iberijski (Gorgasali) tu postavil cerkev in utrdbo, ki je služila tudi kot kraljeva rezidenca; od tod tudi ime Metehi, ki izvira iz 12. stoletja in dobesedno pomeni 'območje okoli palače'. Tradicija velja, da je bilo to tudi mesto, kjer je bila pokopana mučenica iz 5. stoletja sveta Šušanik (Suzana). Vendar nobena od teh struktur ni preživela mongolske invazije leta 1235.
Obstoječo metehijsko cerkev Marijinega vnebovzetja, ki stoji na vrhu hriba, je zgradil gruzijski kralj sveti  Demetrij II. okoli leta 1278–1284 in je nekoliko nenavaden primer kupolaste gruzijske pravoslavne cerkve. Kasneje je bila večkrat poškodovana in obnovljena. Kralj Rostom (vladal 1633–1658) je območje okrog cerkve utrdil z močno citadelo, ki jo je varovalo približno 3000 vojakov. Pod rusko vladavino (ustanovljeno leta 1801) je cerkev izgubila svoj verski namen in je bila uporabljena kot vojašnica (R. G. Suny, str. 93). Citadela je bila porušena leta 1819. Nadomestila jo je nova stavba, ki je delovala kot zloglasni zapor do sovjetske dobe, zaprta pa je bila šele leta 1938.
Med velikimi čistkami je nameraval gruzijski komunistični vodja Lavrentij Pavlovič Berija uničiti tudi cerkev, vendar se je srečal s trdovratnim nasprotovanjem skupine gruzijskih intelektualcev, ki jih je vodil slikar in zbiratelj umetnosti Dimitri Ševardnadze. Berija je odgovoril na njihove pozive z besedami, da bo zagotovo dovolj ohraniti velik model cerkve, da bi si ga ljudje lahko ogledali v muzeju, nato pa naj bi zasebno povedal Ševardnadzeju, da če se bo odpovedal prizadevanju za reševanje cerkve, bo imenovan za direktorja bodočega muzeja. Umetnik je to zavrnil in bil zaprt in usmrčen (Ami vitez, str. 84). Stavba se je ohranila. V poznejšem delu sovjetskega obdobja so cerkev uporabljali kot gledališče. Leta 1961 so pred cerkvijo postavili konjeniški kip kralja Vahtanta I. Iberijskega, delo kiparja Elguja Amašukelija.
Konec 1980-ih je katolikos patriarh Gruzije Ilia II. sprožil priljubljeno kampanjo, katere cilj je bil obnoviti cerkev Gruzijskega patriarhata. Znani disident in bodoči predsednik Gruzije Zviad Gamsahurdija je v podporo tej zahtevi začel z gladovno stavko. Kljub začetnemu odporu lokalnega komunističnega vodstva je cerkev leta 1988 ponovno začela delovati.

## Arhitektura
Metehijska cerkev je cerkev s križno kupolo. Medtem ko je bil ta slog najpogostejši v srednjem veku, je Metehijska cerkev nekoliko anahronistična s tremi štrlečimi apsidami na vzhodni fasadi in štirimi prostostoječimi stebri, ki podpirajo kupolo znotraj. Cerkev je zgrajena iz opeke in obložena s kamnom. Obnove v 17., 18. in 19. stoletju so večinoma uporabljale opeko. Fasada je gladka, z dekorativnimi elementi, skoncentriranimi okoli oken vzhodnih apsid. Vodoravni pasovi pod trikotniki potekajo na vseh štirih straneh in služijo kot poenoten element. Severni portik glavnega vhoda ni poznejši dodatek, ampak je bil zgrajen istočasno kot preostala cerkev.
Legenda pravi tudi, da je bila Metehijska pečina prizorišče mučeništva svetega Aba (8. stoletje), zavetnika Tbilisija. Majhna cerkev v njegovo čast se zdaj gradi ob vznožju pečine.
Klif je povezan z nasprotnim, desnim nasipom reke Mtkvari, preko armiranobetonskega mostu, ki je bil zgrajen leta 1951 na mestu obeh starejših mostov. Na žalost je bil med gradnjo mostu uničen edinstven kompleks različnih struktur in zgradb iz 17. do 19. stoletja. Pred kratkim je mestna vlada objavila, da namerava obnoviti ta del zgodovinskega Starega Tbilisija, kakršen je bil v prvi polovici 20. stoletja.